# UCI America Tour 2019
El UCI America Tour 2019 fue la decimoquinta edición del calendario ciclístico internacional americano. Se inició el 23 de octubre de 2018 en Guatemala, con la Vuelta a Guatemala y finalizó el 12 de octubre de 2019 con la Vuelta al Ecuador. En principio, se tenía programadas 20 competencias además de los Campeonatos Panamericanos, otorgando puntos a los primeros clasificados de las etapas y a la clasificación final, aunque el calendario sufrió modificaciones a lo largo de la temporada con la inclusión o exclusión de algunas carreras, siendo finalmente 27 las competiciones que formaron parte.

## Equipos
Los equipos que podían participar en las diferentes carreras dependía de la categoría de las mismas. A mayor nivel de una carrera podían participar equipos de más nivel. Los equipos UCI WorldTeam, solo podían participar de las carreras .1 y .HC pero tenían cupo limitado para competir.
| Categoría      | Categoría                       | Equipos |
| -------------- | ------------------------------- | --- |
| .HC            | 1.HC (Carrera de un día)        | * ProTeam (max 65%) * Profesionales Continentales * Continentales * Selecciones nacionales                 |
| .HC            | 2.HC (Carrera de varios días)   | * ProTeam (max 65%) * Profesionales Continentales * Continentales * Selecciones nacionales                 |
| .1             | 1.1 (Carrera de un día)         | • ProTeam (max 50%) • Profesionales Continentales • Continentales • Selecciones nacionales                 |
| .1             | 2.1 (Carrera de varios días)    | • ProTeam (max 50%) • Profesionales Continentales • Continentales • Selecciones nacionales                 |
| .2             | 1.2 (Carrera de un día)         | • Profesionales Continentales • Continentales • Selecciones nacionales • Selecciones regionales • Amateurs |
| .2             | 2.2 (Carrera de varios días)    | • Profesionales Continentales • Continentales • Selecciones nacionales • Selecciones regionales • Amateurs |
| .Ncup (sub-23) | 1.Ncup (Carrera de un día)      | • Selecciones nacionales • Selecciones mixtas                                                              |
| .Ncup (sub-23) | 2.Ncup (Carrera de varios días) | |

## Calendario
Las siguientes son las carreras que compusieron el calendario UCI America Tour aprobado por la UCI.
| UCI America Tour 2019          | UCI America Tour 2019 | UCI America Tour 2019                | UCI America Tour 2019 | UCI America Tour 2019 |
| Fecha                          | País                  | Carrera                              | Ganador               |                       |
| ------------------------------ | --------------------- | ------------------------------------ | --------------------- | --------------------- |
| 23 de octubre – 1 de noviembre | Guatemala             | Vuelta a Guatemala                   | Alfredo Ajpacajá      |                       |
| 15 – 20 de noviembre           | México                | Vuelta Michoacán                     | Nicolás Paredes       |                       |
| 12 de dic                      | Costa Rica            | Gran Premio FECOCI                   | William Muñoz         |                       |
| 13 de dic                      | Costa Rica            | Gran Premio Comité Olímpico Nacional | Óscar Quiroz          |                       |
| 16 – 25 de diciembre           | Costa Rica            | Vuelta a Costa Rica                  | Brian Salas           |                       |
| 11 – 18 de enero               | Venezuela             | Vuelta al Táchira                    | Jimmy Briceño         |                       |
| 27 de enero – 3 de febrero     | Argentina             | Vuelta a San Juan                    | Winner Anacona        |                       |
| 12 – 17 de febrero             | Colombia              | Tour Colombia                        | Miguel Ángel López    |                       |
| 25 de febrero – 3 de marzo     | República Dominicana  | Vuelta Independencia Nacional        | Robinson Chalapud     |                       |
| 6 – 10 de marzo                | Chile                 | Vuelta Ciclista a Chiloé             | Óscar Sevilla         |                       |
| 4 – 7 de abril                 | Estados Unidos        | Joe Martin Stage Race                | Stephen Bassett       |                       |
| 12 – 21 de abril               | Uruguay               | Vuelta Ciclista del Uruguay          | Walter Vargas         |                       |
| 1 – 5 de mayo                  | Estados Unidos        | Tour de Gila                         | James Piccoli         |                       |
| 27 de may                      | Estados Unidos        | Winston-Salem Cycling Classic        | Ulises Castillo       |                       |
| 13 – 16 de junio               | Canadá                | Grand Prix Cycliste de Saguenay      | Nickolas Zukowsky     |                       |
| 19 – 23 de junio               | Canadá                | Tour de Beauce                       | Brendan Rhim          |                       |
| 7 de jul                       | Canadá                | Tour de Delta                        | Sam Bassetti          |                       |
| 9 – 14 de julio                | Venezuela             | Vuelta Ciclista a Miranda            | Wilson Haro           |                       |
| 12 de jul                      | Estados Unidos        | Chrono Kristin Armstrong             | Serghei Țvetcov       |                       |
| 13 de jul                      | Guatemala             | Gran Premio Guatemala                | Julian Yak            |                       |
| 14 de jul                      | Guatemala             | Gran Premio Chapin                   | Brayan Ríos           |                       |
| 17 – 24 de julio               | Venezuela             | Vuelta a Venezuela                   | Orluis Aular          |                       |
| 2 – 11 de agosto               | Francia               | Tour de Guadalupe                    | Adrien Guillonnet     |                       |
| 12 – 18 de agosto              | Estados Unidos        | Tour de Utah                         | Ben Hermans           |                       |

## Clasificaciones finales
Las clasificaciones finales fueron las siguientes:

### Individual
La integraron todos los ciclistas americanos que lograron puntos pudiendo pertenecer tanto a equipos amateurs como profesionales.
| Posición | Corredor               | Equipo                | Puntos  |
| -------- | ---------------------- | --------------------- | ------- |
| 1.º      | Egan Bernal            | INEOS                 | 3346,75 |
| 2.º      | Nairo Quintana         | Movistar              | 1830    |
| 3.º      | Michael Woods          | EF Education First    | 1684    |
| 4.º      | Richard Carapaz        | Movistar              | 1607    |
| 5.º      | Miguel Ángel López     | Astana                | 1450,5  |
| 6.º      | Sergio Higuita         | EF Education First    | 1307,5  |
| 7.º      | Fernando Gaviria       | UAE Emirates          | 834     |
| 8.º      | Daniel Felipe Martínez | EF Education First    | 678,83  |
| 9.º      | Iván Ramiro Sosa       | INEOS                 | 668,5   |
| 10.º     | Álvaro Hodeg           | Deceuninck-Quick Step | 594,63  |

| Posiciones 11º al 20º | Posiciones 11º al 20º  | Posiciones 11º al 20º  | Posiciones 11º al 20º |
| --------------------- | ---------------------- | ---------------------- | --------------------- |
| 11.º                  | Tejay van Garderen     | EF Education First     | 575,5                 |
| 12.º                  | Rigoberto Urán         | EF Education First     | 499,83                |
| 13.º                  | Carlos Betancur        | Movistar               | 492                   |
| 14.º                  | James Piccoli          | Elevate-KHS            | 471                   |
| 15.º                  | Orluis Aular           | Matrix-Powertag        | 451                   |
| 16.º                  | Robinson Chalapud      | Medellín               | 337,86                |
| 17.º                  | Maximiliano Richeze    | Deceuninck-Quick Step  | 328,95                |
| 18.º                  | Ignacio de Jesús Prado | Canel's-Specialized    | 327                   |
| 19.º                  | Edwin Ávila            | Israel Cycling Academy | 327                   |
| 20.º                  | Brandon McNulty        | Rally UHC              | 325                   |

### Equipos
A partir de 2019 y debido a cambios reglamentarios, solo los equipos profesionales del continente, exceptuando los de categoría UCI ProTeam, entraron en esta clasificación. Se confeccionaron con la sumatoria de puntos que obtenía un equipo con los 10 corredores que más puntos habían obtenido, independientemente del continente en el que el ciclista los había conseguido.
| Posición | Equipo              | Puntos  |
| -------- | ------------------- | ------- |
| 1.º      | Medellín            | 1440,02 |
| 2.º      | Rally UHC           | 1339    |
| 3.º      | Floyd's             | 1040    |
| 4.º      | Hagens Berman Axeon | 1034,33 |
| 5.º      | Canel's-Specialized | 809     |

| Posiciones desde el 6º hasta el 10º | Posiciones desde el 6º hasta el 10º           | Posiciones desde el 6º hasta el 10º |
| Posición                            | Equipo                                        | Puntos                              |
| ----------------------------------- | --------------------------------------------- | ----------------------------------- |
| 6.º                                 | Elevate-KHS                                   | 743                                 |
| 7.º                                 | Movistar Ecuador                              | 674                                 |
| 8.º                                 | Manzana Postobón                              | 650                                 |
| 9.º                                 | Coldeportes Bicicletas Strongman              | 460                                 |
| 10.º                                | São Francisco Saúde/Klabin/SME Ribeirão Preto | 329                                 |

### Países
Se confecciona mediante los puntos de los 8 mejores ciclistas de un país, no solo los que lograron en este Circuito Continental, sino también los logrados en todos los circuitos. E incluso si un corredor de un país de este circuito, solo logró puntos en otro circuito (Europa, Asia, África, Oceanía), sus puntos iban a esta clasificación.
| Posición | País           | Puntos   |
| -------- | -------------- | -------- |
| 1.º      | Colombia       | 10710,71 |
| 2.°      | Canadá         | 3251     |
| 3.º      | Ecuador        | 3063,5   |
| 4.º      | Estados Unidos | 2492,33  |
| 5.º      | Costa Rica     | 1077     |

| Posiciones desde el 6º hasta el 10º | Posiciones desde el 6º hasta el 10º | Posiciones desde el 6º hasta el 10º |
| Posición                            | Equipo                              | Puntos                              |
| ----------------------------------- | ----------------------------------- | ----------------------------------- |
| 6.º                                 | Venezuela                           | 947                                 |
| 7.º                                 | México                              | 792                                 |
| 8.º                                 | Guatemala                           | 792                                 |
| 9.º                                 | Argentina                           | 769,95                              |
| 10.º                                | Chile                               | 650                                 |

### Países sub-23
| Posición | País           | Puntos  |
| -------- | -------------- | ------- |
| 1.º      | Colombia       | 5792,75 |
| 2.º      | Ecuador        | 916,5   |
| 3.º      | Estados Unidos | 791,4   |
| 4.º      | Costa Rica     | 549     |
| 5.º      | Canadá         | 390,33  |

## Evolución de las clasificaciones
| Fecha            | Clasificación individual | Clasificación por equipos | Clasificación por países | Clasificación por países sub-23 |
| ---------------- | ------------------------ | ------------------------- | ------------------------ | ------------------------------- |
| 31 de enero      | Miguel Ángel López       | Rally UHC                 | Colombia                 | Colombia                        |
| 28 de febrero    | Miguel Ángel López       | Rally UHC                 | Colombia                 | Colombia                        |
| 31 de marzo      | Miguel Ángel López       | Rally UHC                 | Colombia                 | Colombia                        |
| 30 de abril      | Miguel Ángel López       | Rally UHC                 | Colombia                 | Colombia                        |
| 31 de mayo       | Miguel Ángel López       | Rally UHC                 | Colombia                 | Colombia                        |
| 30 de junio      | Miguel Ángel López       | Rally UHC                 | Colombia                 | Colombia                        |
| 31 de julio      | Egan Bernal              | Rally UHC                 | Colombia                 | Colombia                        |
| 31 de agosto     | Egan Bernal              | Medellín                  | Colombia                 | Colombia                        |
| 30 de septiembre | Egan Bernal              | Medellín                  | Colombia                 | Colombia                        |
| 22 de octubre    | Egan Bernal              | Medellín                  | Colombia                 | Colombia                        |
| Final            | Egan Bernal              | Medellín                  | Colombia                 | Colombia                        |